# Salles-de-Barbezieux
Salles-de-Barbezieux é uma comuna francesa na região administrativa da Nova Aquitânia, no departamento de Charente. Estende-se por uma área de 9,85 km². Em 2010 a comuna tinha 503 habitantes (densidade: 51,1 hab./km²).